# Ministerstwo Spraw Zagranicznych i Współpracy
Ministerstwo Spraw Zagranicznych i Współpracy Rwandy (rwand. Minisiteri y'Ububanyi n'Amahanga n'ubutwererane) – urząd administracji rządowej w Rwandzie odpowiadający za prowadzenie polityki zagranicznej.

## Zadania Ministerstwa
Misja ministerstwa polega na „opracowaniu strategii, których cele mają być realizowane, monitorowaniu i ocenie polityki zagranicznej Rwandy, a także na jasnym wyrażaniu tej polityki zarówno w kraju, jak i poza nim”.
Zadania realizowane przez ministerstwo:
- przyczynianie się do opracowania polityki zagranicznej Rwandy
- promowanie dobrych stosunków opartych na poszanowaniu, wspólnych interesach i komplementarności między Rwandą i innymi krajami, mając na celu wzmocnienie pokoju, bezpieczeństwa i rozwoju
- wzmocnienie stosunków dwustronnych, rozszerzenie ich na kraje niemające historycznych związków z Rwandą
- promowanie i ochrona interesów Rwandy wraz z diasporą rwandyjską
- mobilizowanie i przyciąganie inwestycji zagranicznych do Rwandy oraz ułatwianie dostępu dla produktów rwandyjskich do wejścia na rynki zagraniczne
- mobilizowanie mieszkańców Rwandy mieszkających za granicą i angażowanie ich w rozwój kraju
- mobilizowanie dwustronnej i wielostronnej współpracy na rzecz rozwoju poprzez ponowne ożywienie dobrych stosunków z innymi krajami, organizacjami regionalnymi i międzynarodowymi
- poczynienie ustaleń dla negocjacji dotyczących umów dwustronnych i wielostronnych
- prowadzenie działań następczych w związku z wdrażaniem, oceną i aktualizacją umów dwustronnych i wielostronnych
- nadzorowanie i koordynowanie działań zagranicznych misji dyplomatycznych i konsularnych w Rwandzie
- rozwijanie i utrzymywanie dobrych stosunków roboczych z zagranicznymi placówkami dyplomatycznymi i konsularnymi, organizacjami regionalnymi i międzynarodowymi akredytowanymi w Rwandzie
- przedstawianie pozytywnego wizerunku Rwandy w taki sposób, aby skorygować błędne postrzeganie jedności i historii ludu rwandyjskiego przez świat, co stanowi silną kolonialną spuściznę
- przyczynianie się do wysiłków społeczności międzynarodowej w zwalczanie terroryzmu
- promowanie praw człowieka, w szczególności zwalczanie ludobójstwa i innych zbrodni przeciwko ludzkości
- przyczynianie się do tworzenia dobrobytu poprzez promowanie integracji regionalnej i sprawiedliwego handlu światowego.

## Ministrowie spraw zagranicznych

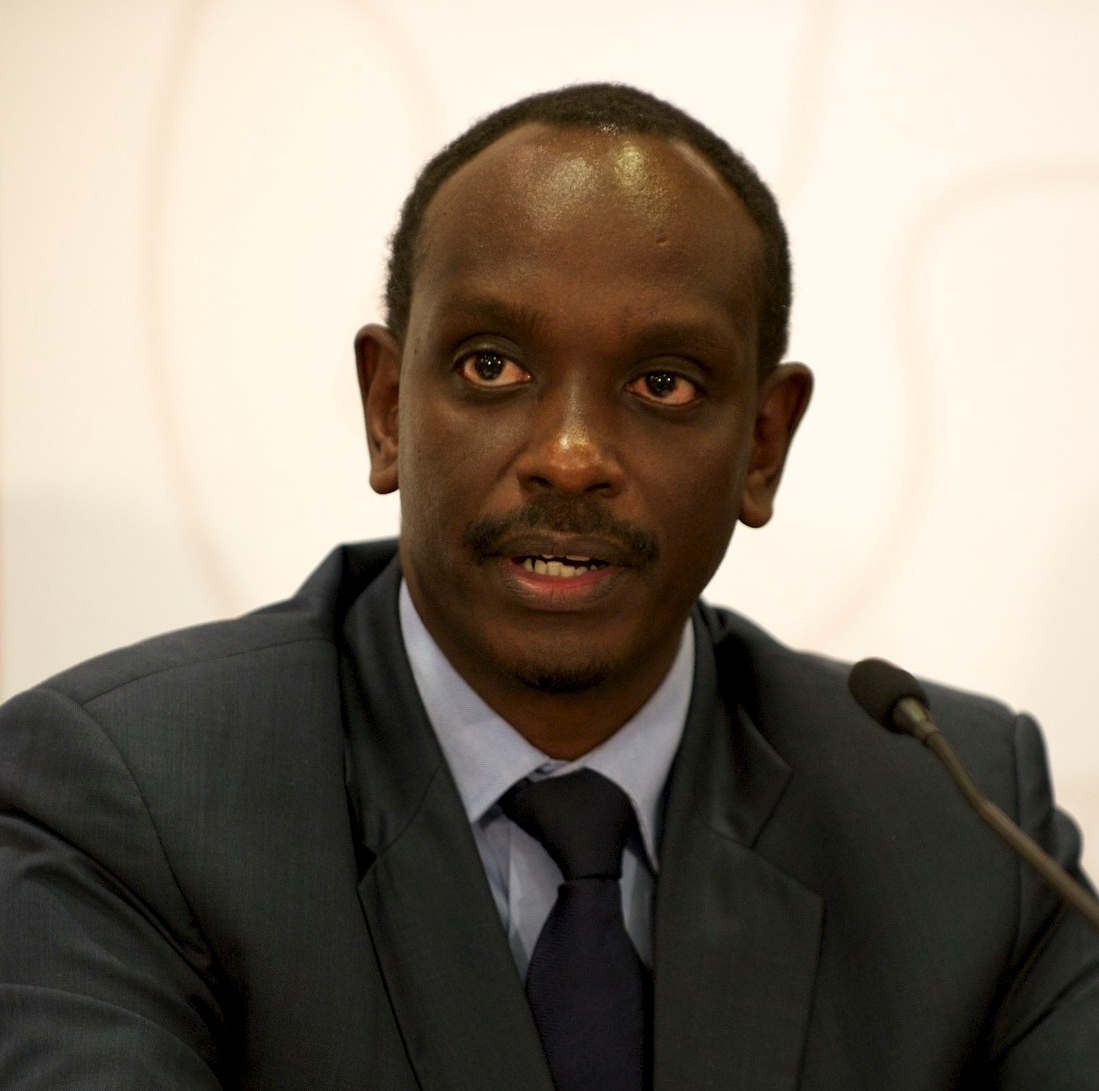
Richard Sezibera – minister spraw zagranicznych Rwandy od 2018 roku, sekretarz generalny Wspólnoty Wschodnioafrykańskiej w latach 2011–2016

Od 1961 roku na czele ministerstwa spraw zagranicznych stało 21 osób. Sylvestre Nsanzimana, będący ministrem w latach 1969–1971 pełnił funkcję premiera kraju w latach 1991–1992. Louise Mushikiwabo pełniąca funkcję ministra w latach 2009–2018 została wybrana na sekretarza generalnego Międzynarodowej Organizacji Frankofonii. Zastąpił ją Richard Sezibera, który w latach 2011–2016 był sekretarzem generalnym Wspólnoty Wschodnioafrykańskiej.
Najdłużej funkcję ministra spraw zagranicznych sprawował François Ngarukiyintwali, który spędził na tym stanowisku 10 lat.
| Imię i nazwisko            | Początek kadencji    | Koniec kadencji      | Prezydent             |
| -------------------------- | -------------------- | -------------------- | --------------------- |
| Otto Rusingizandekwe       | 1961                 | 1962                 | Grégoire Kayibanda    |
| Callixte Habamenshi        | 1962                 | 1963                 | Grégoire Kayibanda    |
| Lazare Mpakaniye           | 1963                 | 1965                 | Grégoire Kayibanda    |
| Thaddée Bagaragaza         | 1965                 | 1969                 | Grégoire Kayibanda    |
| Sylvestre Nsanzimana       | 1969                 | 1971                 | Grégoire Kayibanda    |
| Deogratias Gashonga (p.o.) | 1971                 | 1972                 | Grégoire Kayibanda    |
| Augustin Munyaneza         | 1972                 | 1973                 | Grégoire Kayibanda    |
| Aloys Nsekalije            | 1973                 | 1979                 | Juvénal Habyarimana   |
| François Ngarukiyintwali   | 1979                 | 1989                 | Juvénal Habyarimana   |
| Casimir Bizimungu          | 1989                 | 1992                 | Juvénal Habyarimana   |
| Boniface Ngulinzira        | 1992                 | 1993                 | Juvénal Habyarimana   |
| Anastase Gasana            | 1993                 | 1994                 | Juvénal Habyarimana   |
| Jérôme Bicamumpaka         | kwiecień 1994        | lipiec 1994          | Théodore Sindikubwabo |
| Jean-Marie Ndagijimana     | 1994                 | 1994                 | Pasteur Bizimungu     |
| Anastase Gasana            | 1994                 | 1999                 | Pasteur Bizimungu     |
| Amri Sued Ismail           | 1999                 | 1999                 | Pasteur Bizimungu     |
| Augustin Iyamuremye        | 1999                 | marzec 2000          | Pasteur Bizimungu     |
| André Bumaya               | marzec 2000          | listopad 2002        | Paul Kagame           |
| Charles Murigande          | listopad 2002        | 8 marca 2008         | Paul Kagame           |
| Rosemary Museminali        | 8 marca 2008         | 4 grudnia 2009       | Paul Kagame           |
| Louise Mushikiwabo         | 4 grudnia 2009       | 18 października 2018 | Paul Kagame           |
| Richard Sezibera           | 18 października 2018 | trwa                 | Paul Kagame           |